# La vida de Lazarillo de Tormes
La vida de Lazarillo de Tormes y de sus fortunas y adversidades (más conocida como Lazarillo de Tormes) es una novela española anónima, escrita en primera persona y en estilo epistolar (como una sola y larga carta), cuyas ediciones conocidas más antiguas datan de 1554. En ella se cuenta de forma autobiográfica la vida de un niño, Lázaro de Tormes, en el siglo XVI, desde su nacimiento y su miserable infancia hasta su matrimonio, ya en su edad adulta. Es considerada precursora de la novela picaresca por elementos como el realismo, la narración en primera persona, la estructura itinerante, el servicio a varios amos y la ideología moralizante y pesimista.
Lazarillo de Tormes es un esbozo irónico y despiadado de la sociedad del momento, de la que se muestran sus vicios y actitudes hipócritas, sobre todo las de los clérigos y religiosos. Hay diferentes hipótesis sobre su autoría. Probablemente el autor fue simpatizante de las ideas erasmistas. Esto motivó que la Inquisición la prohibiera y que, más tarde, permitiera su publicación, una vez expurgada. La obra no volvió a ser publicada íntegramente hasta el siglo XIX.

## Primeras ediciones
Se conservan cuatro primeras ediciones distintas de la obra, las cuatro del año 1554, impresas respectivamente en Burgos, Amberes, Alcalá de Henares y Medina del Campo. Las más antiguas parecen ser las de Burgos y Medina.
De la edición de Amberes se conservan siete ejemplares distintos, en tanto que solo hay uno de cada una de las otras tres ediciones. El ejemplar más recientemente descubierto es el de la edición de Medina del Campo, que apareció en 1992 emparedado en una casa de la Plaza de Nuestra Señora de Soterraño de la localidad pacense de Barcarrota.
No obstante, es muy probable que existiese una edición más antigua, de 1553 o 1552, cuyo éxito generase las cuatro simultáneas ediciones posteriores conservadas.

Ediciones príncipe de 1554 del Lazarillo de Tormes
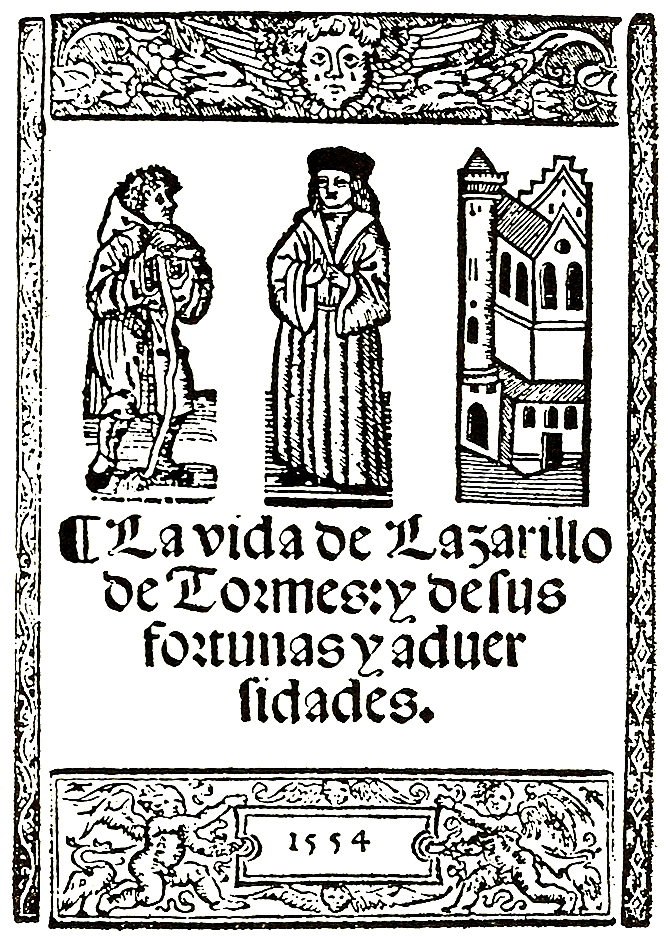
Burgos, Juan de Junta.
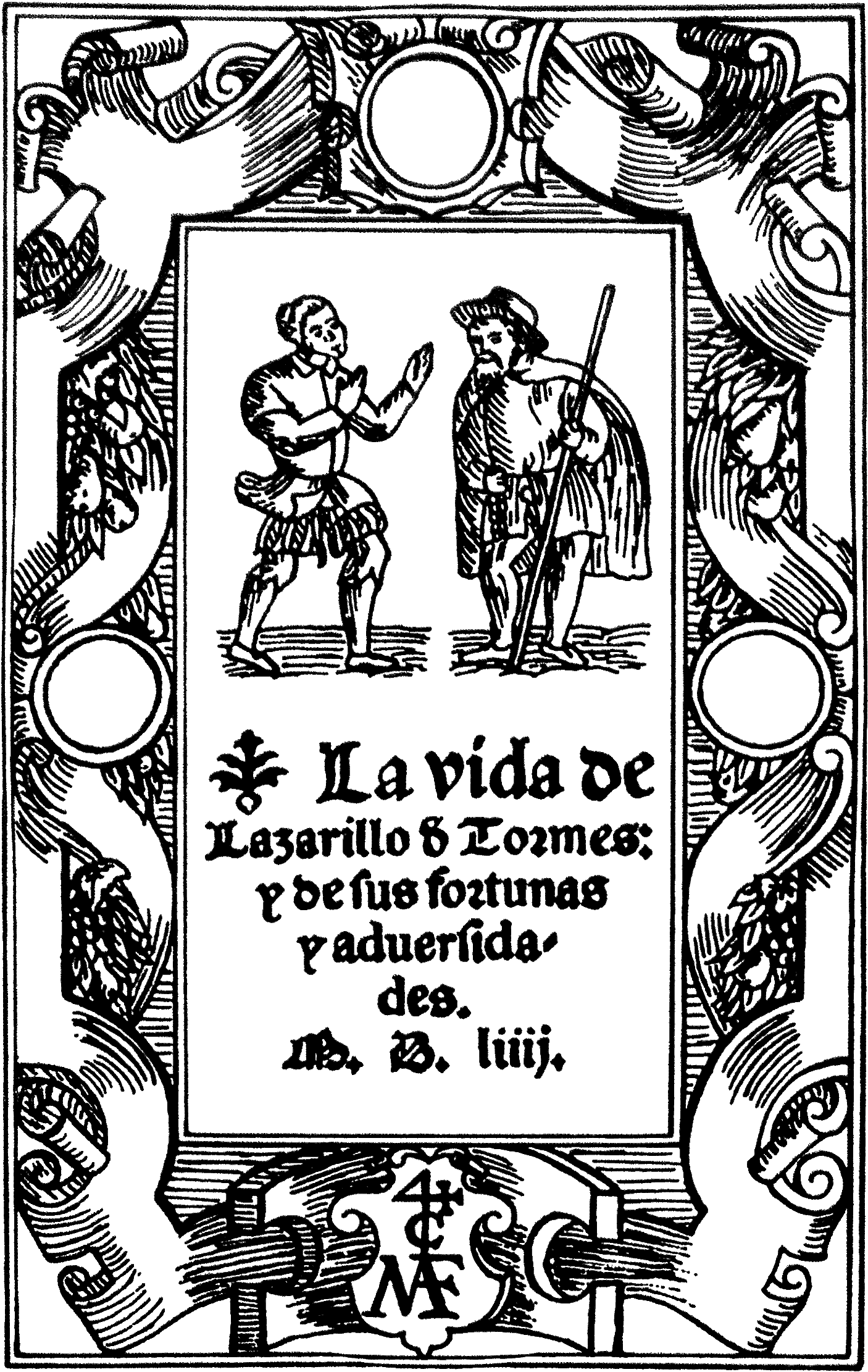
Medina, Hnos. Del Canto.
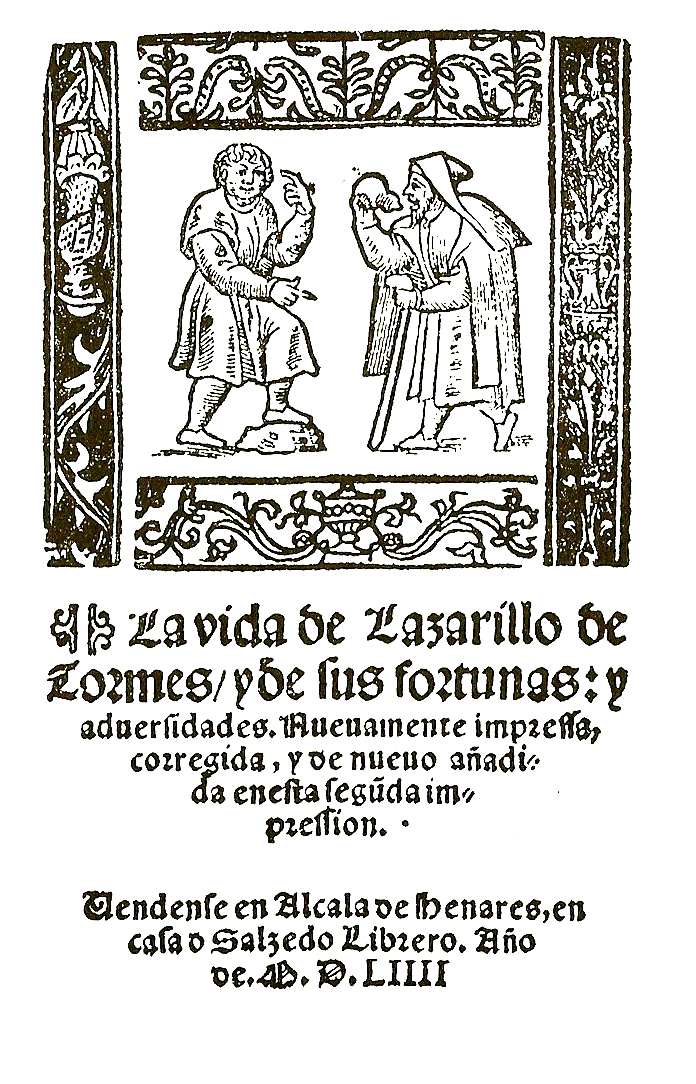
Alcalá, Salcedo.
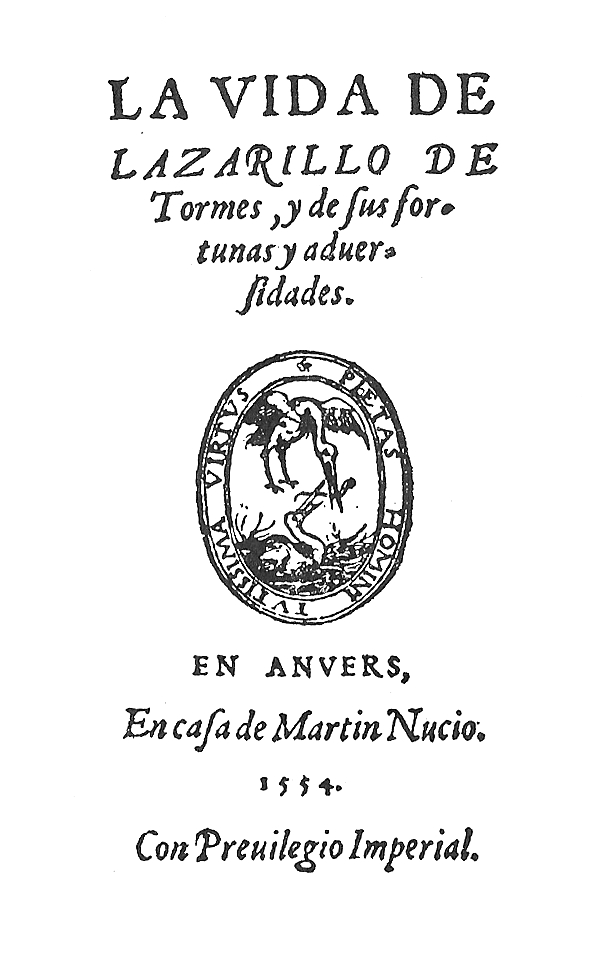
Amberes, Martín Nucio.

## Autoría
Históricamente se han postulado varios autores para el Lazarillo de Tormes. En 1605 el fraile José de Sigüenza de la Orden de San Jerónimo atribuyó la autoría de esta obra al también jerónimo fray Juan de Ortega:

Dicen que siendo estudiante en Salamanca, mancebo, como tenía un ingenio tan galán y fresco, hizo aquel librillo que anda por ahí, llamado Lazarillo de Tormes, mostrando en un sujeto tan humilde la propiedad de la lengua castellana y el decoro de las personas que introduce con tan singular artificio y donaire, que merece ser leído de los que tienen buen gusto. El indicio desto fue haberle hallado el borrador en la celda, de su propia mano escrito.
F. José de Sigüenza, Historia de la Orden de San Jerónimo

Por la época en que se publicó Lazarillo, Juan de Ortega era General de los Jerónimos, lo cual explicaría que el libro apareciese sin autor. La autoría de fray Juan de Ortega y la necesaria discreción del anonimato por su condición de General de la Orden fue defendida con firmeza por Marcel Bataillon con cuyos argumentos ha coincidido el periodista José Delfín Val.
En 1607, en el catálogo de escritores españoles Catalogus Clarorum Hispaniae scriptorum, que fue redactado por el flamenco Valerio Andrés Taxandro, se dice que Diego Hurtado de Mendoza «compuso [...] el libro de entretenimiento llamado Lazarillo de Tormes». Otros autores del siglo XVII, así como el Diccionario de Autoridades de la Real Academia Española (1726-1739), mencionan esta atribución, que alcanzó cierta fortuna, sobre todo en el XIX. En marzo de 2010 apareció en prensa que la paleógrafa Mercedes Agulló descubrió en unos papeles de Diego Hurtado de Mendoza la frase «Un legajo de correcciones hechas para la impresión de Lazarillo y Propaladia», lo cual le llevó a escribir un libro postulando «una hipótesis seria sobre la autoría del Lazarillo, que fortalecida por otros hechos y circunstancias apunta sólidamente en la dirección de don Diego».
A finales del XIX un artículo del hispanista Alfred Morel-Fatio, cuya propuesta fue desarrollada después por Manuel J. Asensio, relaciona al autor de Lazarillo con el círculo erasmista de los hermanos Valdés. Siguiendo esta hipótesis se ha atribuido la obra a Juan de Valdés o a su hermano Alfonso. Esta última atribución cobró fuerza en 2002 debido a las investigaciones de la profesora Rosa Navarro Durán, que se basa sobre todo en el cotejo de la obra con los diálogos conocidos de Alfonso de Valdés, el Diálogo de Mercurio y Carón y el Diálogo de las cosas acaecidas en Roma. 
La atribución de la autoría a Juan de Valdés la defiende el investigador toledano Mariano Calvo López, para quien la obra habría sido publicada 25 años después de ser escrita, pues Juan de Valdés fue perseguido por la Inquisición y tuvo que exiliarse en Italia, perdiéndose la identidad del manuscrito que se imprimió en Alcalá de Henares, en la imprenta de Miguel de Eguía. Calvo basa su argumentación en el estudio de los escenarios toledanos que aparecen en la novela y concluye que el autor era una persona que conocía bien Toledo, pero que no era oriunda de la ciudad. Según él, la obra fue escrita por Juan de Valdés en el hoy denominado Palacio de Munárriz, entre agosto de 1525 y febrero de 1526. Esta hipótesis ha sido defendida también por José María Martínez en un artículo que apoya esa propuesta en argumentos lingüísticos, ideológicos y propiamente literarios y en otro que explica esa autoría y también el título del libro a partir de las lecturas que Juan de Valdés comenta en su obra Diálogo de la lengua.
La candidatura de Sebastián de Horozco —que postuló en el siglo XIX José María Asensio y Toledo, editor de su Cancionero— fue defendida en 1914 por Julio Cejador y Frauca en su edición del Lazarillo, apoyándose en un pasaje de la obra de este autor en que aparece un mozo de ciego llamado Lazarillo. Más adelante fue retomada y defendida por Francisco Márquez Villanueva, quien encuentra importantes semejanzas de temas, ideas y vocabulario y llega a afirmar que «apenas si hay en el Lazarillo un tema literario, un tópico, un pensamiento, un recurso expresivo que no pueda encontrarse también en Horozco».
También han sido propuestos como autores del Lazarillo el dramaturgo Lope de Rueda (por Fonger de Haan en 1903, alegando que fue, como el protagonista de la novela, pregonero en Toledo en 1538, aunque esta hipótesis ha sido rechazada posteriormente), Pedro de Rúa, Hernán Núñez, el Comendador Griego y, más recientemente, Francisco Cervantes de Salazar, defendida por José Luis Madrigal, si bien este investigador abandonó esa hipótesis para pasar en 2008 a defender la autoría de Juan Arce de Otálora, autor de los Coloquios de Palatino y Pinciano. Por su uso exhaustivo del recurso a la autobiografía ficticia, entre otras razones, Clark Colahan y Alfred Rodríguez pensaron que el Lazarillo fue escrito por el humanista conquense Juan Maldonado. Otras atribuciones han recaído en Alejo Venegas, Bartolomé Torres Naharro (postulado por Alberto M. Forcadas), Gonzalo Pérez, secretario real de Carlos I (por Dalai Brenes Carrillo), Francisco de Enzinas (según Alfredo Rodríguez López-Vázquez y Roland Labarre), Fernando de Rojas, el autor de La Celestina, cuya autoría fue defendida por Howard Mancing, o el célebre humanista español Juan Luis Vives, propuesta hecha pública por Francisco Calero en 2006.
En 2022 se ha propuesto a Juan Bernal Díaz de Luco, obispo de Calahorra, como autor de la novela. Esta hipótesis se basa en el cotejo de la biografía y los intereses de Díaz de Luco con los estudios críticos sobre la obra.

## Género
Se trata de una novela de autoformación y picaresca, de estructura aparentemente simple, pero en realidad muy compleja. Es epistolar en tanto se trata de una carta destinada a «vuestra merced», tratamiento que implica alguien con superior condición social, y está motivada por «el caso», hecho del cual este ha oído hablar, y cuya versión personal pide a Lázaro, parte implicada en él, le explique («escribe se le escriba y relate el caso muy por extenso»). Así figura ser una especie de confesión y el personaje es un alto dignatario eclesiástico, quizá el arzobispo de Toledo, que habría oído los extraños rumores que circulan sobre la extraña conducta sexual del arcipreste de San Salvador, como llegamos a saber al fin del libro, según los cuales este arcipreste estaría amancebado con la mujer de Lázaro.
La originalidad del libro, sin embargo, trastoca cualquier molde y crea un subgénero literario específico realista, la novela picaresca, mediante el recurso a la parodia de narraciones caballerescas idealizantes del Renacimiento: a las rimbombantes epopeyas de gestas guerreras y los libros de angélicos pastores y cortesanos enamorados se opone una epopeya del hambre, que mira solamente a cuanto hay por debajo del cuello de golilla y se preocupa solamente de la subsistencia, en línea con la tradición realista de la literatura española, revitalizada entonces por La Celestina y sus continuaciones.

## Temas
La temática del Lazarillo de Tormes es moral: una crítica acerba, incluso una denuncia, del falso sentido del honor («la negra que llaman honra») y de la hipocresía. La dignidad humana sale muy malparada de la sombría visión que ofrece el autor, nihilista y anticlerical. La vida es dura y, tal como aconseja el ciego a Lázaro en la obra, «más da el duro que el desnudo»; cada cual busca su aprovechamiento sin pensar en los otros, por lo que, como se dice al principio de la obra, arrimándose a los buenos «se será uno de ellos»: esto es, para ser virtuoso hay que fingir ser virtuoso, no serlo. Sin duda alguna, se trata de la visión de un humanista desencantado, acaso judeoconverso y erasmiano,[cita requerida] a pesar de que Marcel Bataillon niega el influjo directo de Erasmo en la obra.
Como consecuencia, resultó la inclusión de esta obra en el Índice de libros prohibidos de la Inquisición, la cual permitió al cabo la circulación de una versión expurgada de los pasajes anticlericales. El Lazarillo fue, además, una obra muy traducida e imitada. Su influjo, profundo, marcó tanto la literatura española que podría decirse que sin ella no habrían podido escribirse ni Don Quijote de la Mancha ni la treintena de novelas picarescas españolas y extranjeras que se han conservado.[cita requerida]

## Fuentes

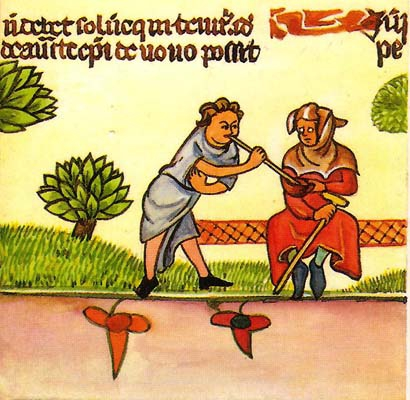
Miniatura del que muestra cómo un mozo de ciego le hurta a este el vino de un jarrillo mediante una larga paja. En este chascarrillo folclórico podría haberse inspirado un pasaje del Lazarillo:Usaba poner cabe sí un jarrillo de vino, cuando comíamos, y yo muy de presto le asía y daba un par de besos callados y tornábale a su lugar. Mas turóme poco, que en los tragos conocía la falta y, por reservar su vino a salvo, nunca después desamparaba el jarro, antes lo tenía por el asa asido. Mas no había piedra imán que así trajese a sí como yo con una paja larga de centeno que para aquel menester tenía hecha, la cual, metiéndola en la boca del jarro, chupando el vino lo dejaba a buenas noches.

## Valor y trascendencia
El Lazarillo de Tormes es una obra artística de primer orden; lo es por su originalidad, su valor humano, su trascendencia literaria y cultural, su estilo (el castellano equilibrado, preciso y oral que preconizaba Juan de Valdés) y su lenguaje: un castellano clásico modélico, flexible y expresivo, sutilmente irónico, donde abundan las geminaciones y los isocola y donde no se desprecian y se ponen al mismo nivel el castizo refrán y la cita culta. La desproporción entre la materia y su elaboración por parte del autor se inclina marcadamente en esta última, pero sin denotar, y en eso consiste uno de sus méritos, el esfuerzo que debió suponer.
Gran parte del material e incluso de los personajes son de origen folclórico y tradicional; hay cuentecillos y facecias tomados del rico acervo popular. La obra, sin embargo, crea sus propios precedentes y contiene, asimismo, una variada panoplia de técnicas narrativas: la suspensión, de la que hará un inteligente uso Cervantes, como en el episodio del buldero; o la gradatio narrativa en ascensión hacia el anticlímax, como en el caso del ciego o el clérigo de Maqueda.
El uso de la estructura anular, que acaba concluyendo con lo que se inicia, hace de la novela una obra redonda; por otra parte es la primera novela polifónica de la literatura española. El personaje de Lázaro evoluciona, no es plano ni arquetípico: cambia y evoluciona, y va pasando de ser un ingenuo a un cínico redomado, aprendiendo de las lecciones que le da la vida. Tan es así que el final, lejos de ser positivo, sin embargo, es vivido por el personaje como lo mejor que le podía haber pasado teniendo en cuenta toda la trayectoria vital que le precede. La infidelidad de su mujer, por tanto, no es nada comparado con las vejaciones que ya ha sufrido. Cada personaje plano, por otra parte, se halla completamente individuado y caracterizado sin maniqueísmo: la crueldad del ciego, que no es absoluta; el idealismo soñador y orgulloso del escudero pobre, un personaje al parecer folclórico luego retomado por Cervantes; el diálogo entre conciencias en el cual se atisba la humana comprensión que después será patrimonio casi exclusivo de Cervantes, en el episodio del criado y el escudero; o la avaricia, mezquindad e hipocresía del clérigo.
El valor psicológico y humano es patente en el tratado tercero, que se ha querido ver como el anticipo de la novela polifónica moderna; por otra parte, el Lazarillo bosqueja ya los rasgos fundamentales de un género de amplia trascendencia española y europea, la novela picaresca, que se configurará definitivamente con el Guzmán de Alfarache (1599) de Mateo Alemán, más moralizado y pesimista todavía.

## Argumento

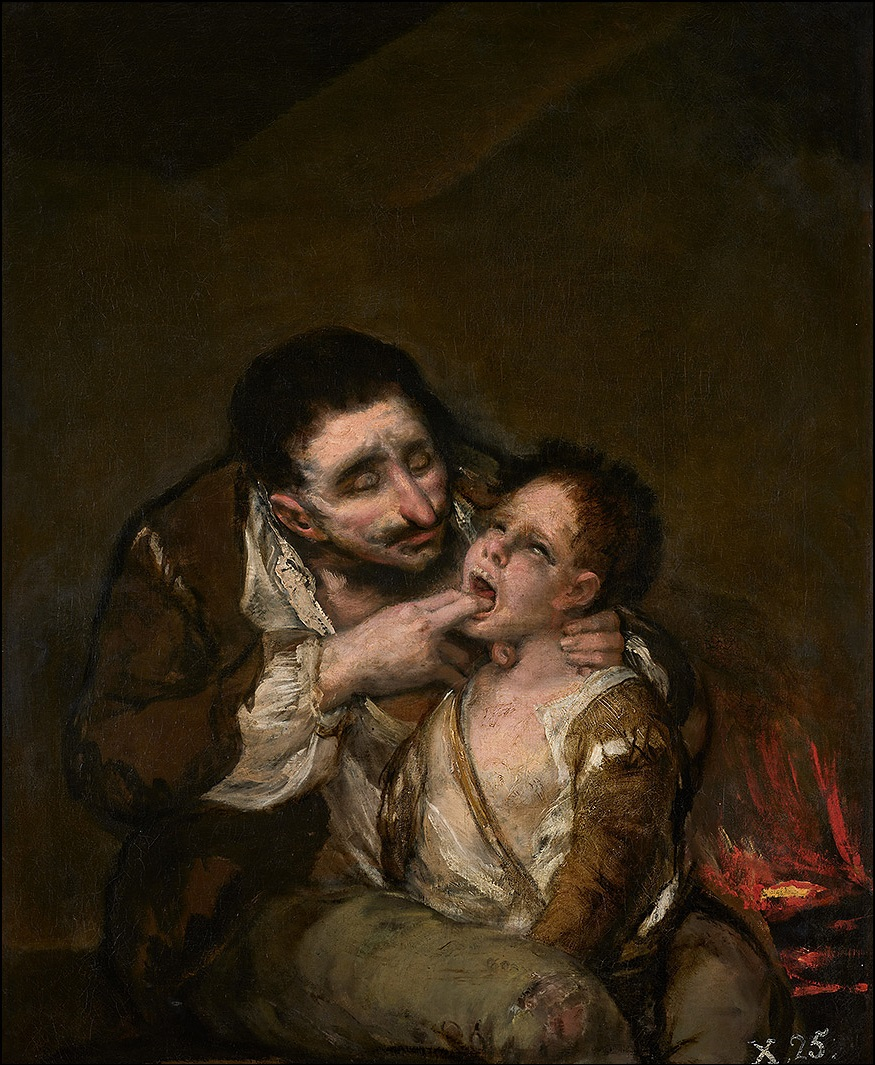
Lazarillo de Tormes visto por Francisco de Goya.

La obra es, en realidad, una larga epístola que el "autor" envía a un corresponsal anónimo (a quien trata de "Vuestra Merced"), quien podría identificarse con un visitador o su notario eclesiástico, si se acepta que el contexto de la novela es una visita pastoral a la parroquia de San Salvador de Toledo, durante la que se investiga el famoso "caso". Las visitas pastorales tenían por objeto tanto examinar la observancia religiosa como las costumbres y la moral, entre otras, del bajo clero y de los feligreses a su cargo. En consecuencia, la relación que hace Lázaro de su vida formaría parte del acostumbrado proceso indagatorio impulsado por el visitador a cuento de los pecados públicos que se le achacan al arcipreste y en los que el propio Lázaro aparece relacionado. Está dividida en siete tratados y cuenta en primera persona la historia de Lázaro, un niño de origen muy humilde; aunque sin honra, nació en un río de Salamanca, el Tormes, como el gran héroe Amadís; quedó huérfano de su padre, un molinero ladrón llamado Tomé González, y fue puesto al servicio de un ciego por su madre, Antona Pérez, una mujer amancebada con un negro, Zaide, que le da a Lazarillo un bonito hermanastro mulato.
Entre "fortunas y adversidades", Lázaro evoluciona desde su ingenuidad inicial hasta desarrollar un instinto de supervivencia. Es despertado a la maldad del mundo por la cornada de un toro de piedra, embuste con el que el ciego le saca de su simpleza; después rivaliza en astucia con él en diversos célebres episodios como el de las uvas o el jarro de vino (un modelo de narración clásica) hasta que se venga devolviéndole la cornada de piedra con otro embuste, que le vale al cruel ciego descalabrarse contra un pilar.

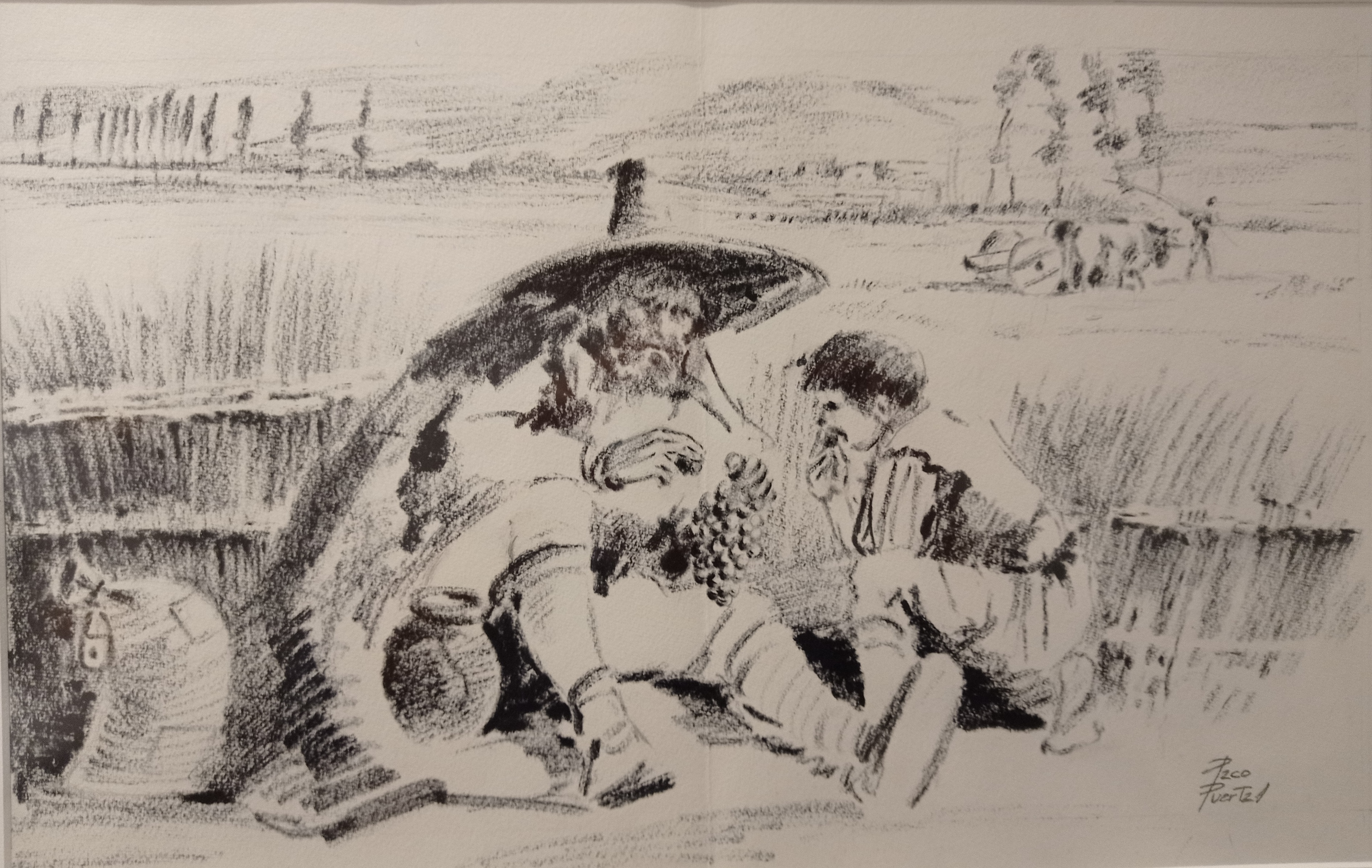
Ilustración del "Lazarillo de Tormes" por Francisco Puertas González. Episodio del racimo de uvas (Tratado Primero).

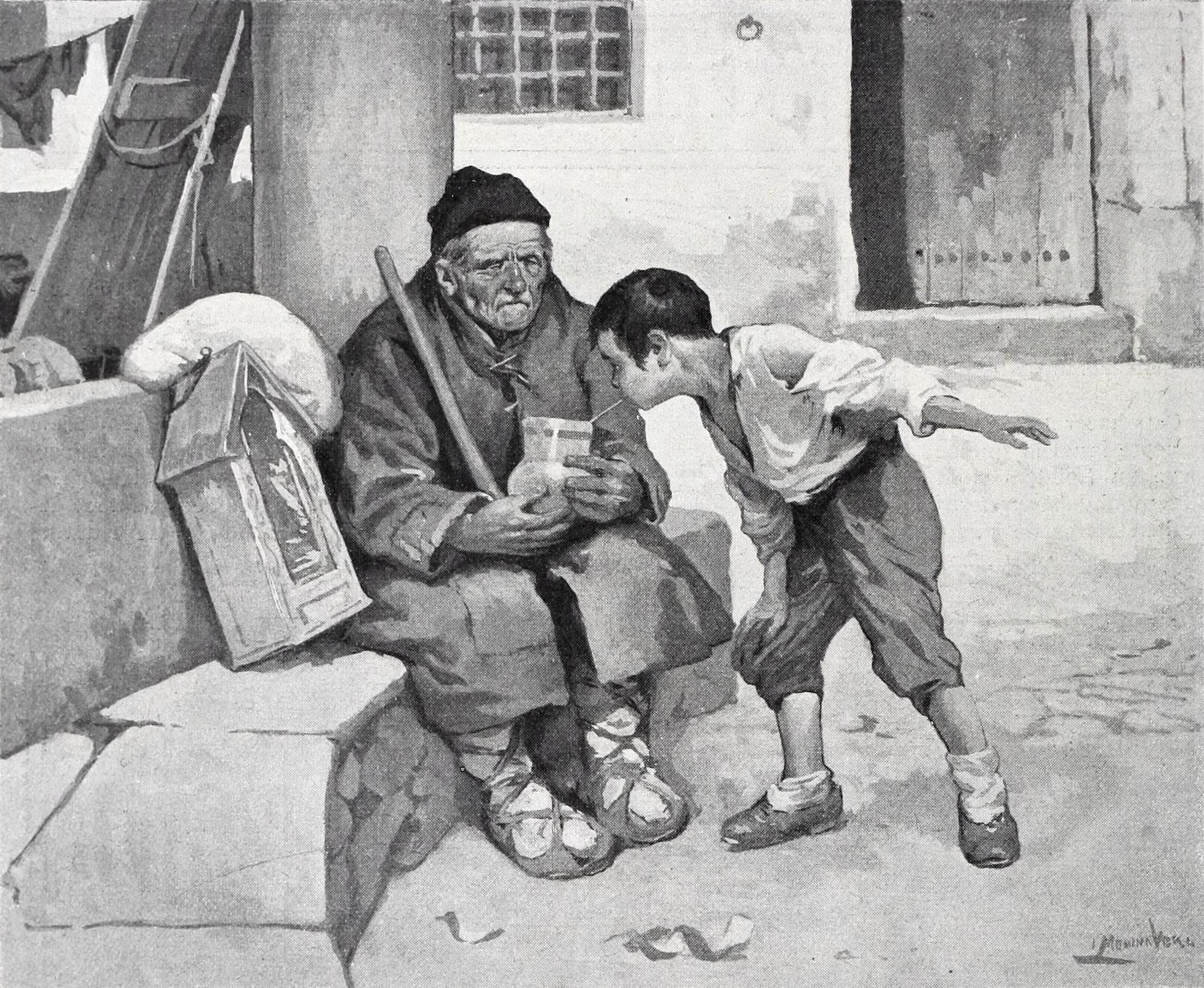
Escena del jarro de vino por Medina Vera.

Pasa luego a servir a un tacaño clérigo de Maqueda que lo mata de hambre, y al que sisa algo de pan de un arca que tiene; el clérigo lo confunde a oscuras (en su boca silba accidentalmente la llave del arca, escondida mientras duerme) y, tomándolo por culebra, descubre el engaño, le da una tremenda paliza y lo despide.
Después entra a servir a un hidalgo arruinado cuyo único tesoro son sus recuerdos de hidalguía y de dignidad; Lazarillo simpatiza con él, ya que aunque no tiene nada que darle, por lo menos le trata bien, si bien recurre a esa simpatía que despierta para conseguir que le dé parte de los mendrugos que consigue el muchacho al pedir limosna, ya que él no posee la dignidad de la hidalguía. El patético escudero termina por abandonar la ciudad y Lazarillo se encuentra de nuevo solo en el mundo. 
Más adelante sirve Lázaro a un sospechoso fraile mercedario, tan amante del mundo que apenas para en su convento y le hace reventar los zapatos. Según Aldo Ruffinatto, habría una alusión a las reformas monásticas por entonces de moda, en el sentido de "descalzar" o hacer más rigurosos los estatutos del clero regular, o quizás alusión a actividades sexuales hetero u homoeróticas. Sin embargo, Francisco Rico asegura que «no hay el menor indicio para suponer tal escabrosidad», pues el sentido del texto es una simple abbreviatio o reticencia, procedimiento abundantemente usado antes, como cuando relatando sus aventuras con el ciego, Lázaro dice «por no ser prolijo, dejo de contar muchas cosas [...]», en elipsis que era común para terminar las cartas, teniendo en cuenta que todo el Lazarillo es una larga epístola.
El tratado quinto es más extenso: narra una estafa realizada por parte de un vendedor de bulas o buldero. Lazarillo sirve al buldero y asiste como espectador, sin opinar, al desarrollo del timo, en el cual finge el buldero que alguien que piensa que las bulas no sirven para nada, está poseído por el diablo, cuando en realidad está compinchado o conchabado con él; esto se descubre a posteriori, con una hábil técnica de suspensión. También este tratado sufrió la poda de la censura.
Los restantes y breves tratados narran cómo Lázaro se asienta con otros amos, un capellán, un maestro de hacer panderos y un alguacil y se hace aguador. Por último consigue el cargo de pregonero gracias al arcipreste de la iglesia toledana de San Salvador, quien además le ofrece una casa y la oportunidad de casarse con una de sus criadas, con la finalidad de disipar los rumores que se ciernen sobre él, ya que era acusado de mantener una relación con su criada. Sin embargo, tras la boda los rumores no desaparecen y Lázaro comienza a ser objeto de burla por parte del pueblo. Lázaro sufre la infidelidad con paciencia, después de toda una vida de ver qué es el honor y la hipocresía que encubre la dignidad realmente, ya que eso al menos le permite vivir, y con ello termina la carta, un cínico alegato autojustificativo que ridiculiza la literatura idealista del momento. Lázaro afirma que ha alcanzado la felicidad, pero para ello ha debido perder su honra, pues los rumores afirman que su mujer es la amante del arcipreste. Para mantener su posición, Lázaro hace oídos sordos a dichos rumores.

## Continuaciones

### Segunda parte de Lazarillo de Tormes(anónima)
Publicada por primera vez en Amberes en 1555, sin nombre de autor. Nicolás Antonio cita a Cardoso para atribuirla a un tal fray Manuel de Oporto. Tuvo escasa acogida entre los lectores, ya que en vez de mantener la línea realista y picaresca del libro original, convirtió la historia de Lázaro en una fantasía alegórica lucianesca, en la que el protagonista se convierte en atún, se casa con una atuna y tiene hijos tan peces como el padre y la madre, sosteniendo en la Corte de los atunes todo tipo de guerras como jefe de los mismos contra otros peces. Posiblemente, el desconocido autor, que quizá era un español establecido en Flandes, quiso aludir en estos episodios a personajes y circunstancias de la vida española de la época, pero la sátira tuvo poco éxito, y solamente se reimprimió en Milán en 1587 y 1615, junto con el primer Lazarillo. 
Esta segunda parte se divide en 18 capítulos:
- Capítulo I. En que da cuenta Lázaro de la amistad que tuvo en Toledo con unos tudescos, y lo que con ellos pasaba.
- Capítulo II. Cómo Lázaro, por importunación de amigos, se fue a embarcar para la guerra de Argel, y lo que allá le acaeció.
- Capítulo III. Cómo Lázaro de Tormes hecho atún salió de la cueva, y cómo le tomaron los centinelas de los atunes y lo llevaron ante el general.
- Capítulo IV. Cómo, después de haber Lázaro con todos los atunes entrado en la cueva, y no hallando a Lázaro sino a los vestidos, entraron tantos que se pensaron ahogar, y el remedio que Lázaro dio.
- Capítulo V. En que cuenta Lázaro el ruin pago que le dio el general de los atunes por su servicio, y de su amistad con el capitán Licio.
- Capítulo VI. En que cuenta Lázaro lo que al capitán Licio, su amigo, le acaeció en la corte con el gran capitán.
- Capítulo VII. Cómo, sabido por Lázaro la prisión de su amigo Licio, le lloró mucho él y los demás, y lo que sobre ello se hizo.
- Capítulo VIII. De cómo Lázaro y sus atunes, puestos en orden, van a la corte con voluntad de libertar a Licio.
- Capítulo IX. Que contiene cómo libró de la muerte a Licio, su amigo, y lo que más por él hizo.
- Capítulo X. Cómo recogiendo Lázaro todos los atunes, entraron en casa del traidor don Paver y allí le mataron.
- Capítulo XI. Cómo, pasado el alboroto del capitán Licio, Lázaro con sus atunes entraron en su consejo para ver lo que harían, y cómo enviaron su embajada al rey de los atunes.
- Capítulo XII. Cómo la señora capitana volvió otra vez al rey, y de la buena respuesta que trajo.
- Capítulo XIII. Cómo Lázaro asentó con el rey, y cómo fue muy su privado.
- Capítulo XIV. Cómo el rey y Licio determinaron de casar a Lázaro con la linda Luna, y se hizo el casamiento.
- Capítulo XV. Cómo andando Lázaro a caza en un bosque, perdido de los suyos, halló la Verdad.
- Capítulo XVI. Cómo, despedido Lázaro de la Verdad, yendo con las atunas a desovar, fue tomado en las redes, y volvió a ser hombre.
- Capítulo XVII. Que cuenta la conversión hecha en Sevilla, en un cadahalso, de Lázaro atún.
- Capítulo XVIII. Cómo Lázaro se vino a Salamanca, y la amistad y disputa que tuvo con el rector, y cómo se hubo con los estudiantes.

### Segunda parte de la vida de Lazarillo de Tormes, de Juan de Luna
Esta obra, mucho más cercana que la anterior a la naturaleza realista del primer Lazarillo de Tormes, fue publicada por primera vez en París en 1620. Su autor, Juan de Luna, era un toledano protestante que vivió enseñando el idioma en París y Londres, donde compuso y editó bastantes obras sobre esta materia. Al leer la Segunda parte del Lazarillo se enfureció tanto que decidió escribir otra mejor; lo cuenta en el prólogo de la suya: Segunda parte de la vida de Lazarillo de Tormes (París, 1620), reimpresa en Zaragoza (pero París) en 1652 con variantes textuales, una de ellas, por ejemplo, no prometer ya una tercera parte. La obra va a continuación de la obra original que le sirve de inspiración y que Luna, su admirador, editó también. El autor justifica su obra en la escasa calidad de la primera continuación, lo que le impulsó como toledano y conocedor del ambiente de la obra a elaborar otra más digna y realista:

La ocasión, amigo lector, de haber hecho imprimir la Segunda parte de Lazarillo de Tormes ha sido por haberme venido a las manos un librillo que toca algo de su vida, sin rastro de verdad. La mayor parte dél se emplea en contar cómo Lázaro cayó en la mar, donde se convirtió en un pescado llamado atún, y vivió en ella muchos años, casándose con una atuna, de quien tuvo hijos tan peces como el padre y madre. Cuenta también las guerras que los atunes hacían, siendo Lázaro el capitán, y otros disparates tan ridículos como mentirosos y tan mal fundados como necios. Sin duda que el que lo compuso quiso contar un sueño necio o una necedad soñada. Este libro, digo, ha sido el primer motivo que me ha movido a sacar a la luz esta Segunda parte, al pie de la letra, sin quitar ni añadir, como la vi escrita en unos cartapacios en el archivo de la jacarandina de Toledo, que se conformaba con lo que había oído contar cien veces a mi abuela y tías, al fuego, las noches de invierno y con lo que me destetó mi ama.

La obra conoció un gran éxito en su época: cuatro ediciones en castellano y siete traducciones francesas, todo ello antes de acabar el siglo XVII. Pero en España no se publicó hasta 1835, significativamente al año siguiente de ser abolida para siempre la Inquisición. Desde esa fecha se ha reimpreso más de veinte veces.
El autor demuestra conocer la obra de Cervantes, Mateo Alemán, Quevedo y Vicente Espinel, y parodia la disparatada segunda parte del Lazarillo (Amberes, 1555) en buena parte de su obra. Retoma el anticlericalismo y la misoginia del Lazarillo original convirtiendo a su protagonista en marido «cartujo».
El argumento de la obra es el siguiente. Lázaro abandona Toledo dejando a su hijo "injerto a canutillo" y a su mujer cuidados por el arcipreste, que lo hace "como si propios fueran". Se reencuentra con el escudero, que le refiere una aventura que tuvo con una dama non sancta. Embarca después en la armada contra el moro y naufraga, salvándose solamente los capitanes, gente de consideración y "dos clérigos que había" en el esquife y que ni siquiera se ocuparon en confesar a los futuros ahogados porque sólo pensaban en salvarse como fuera; como él estaba completamente lleno de vino, borracho perdido, el agua no puede entrar en él y sobrevive salvado por dos pescadores que deciden exhibirlo como una especie de monstruo marino o pece Nicolao dentro de una cuba de agua; escapa vertiendo el agua de la cuba, que se filtra al piso inferior y moja a una dama en su cama que "movida de caridad, había acogido en ella a un clérigo que por su contemplación había venido a aposentarse allí aquella noche", de forma que aparecen desnudos él y ella "como Cupido con la flecha y Venus con la aljaba". De regreso a Toledo con el arcipreste, este le muestra los nuevos hijos que su mujer ha tenido de él (de Lázaro) durante su larga ausencia, desvergüenza que al fin obliga a Lázaro a pleitear contra él, perdiéndolo. Decide entonces marchar a Madrid a trabajar como ganapán; allí sirve primero a una meretriz sevillana y luego transporta el hato de un franciscano; ambos amos le dan por único pago palos y golpes. Antes de abandonar la corte se encuentra metido en los amores entre Clara, doncella repolluda, y un galán pisaverde al que se encarga de transportar a casa de la moza escondido en un cofre que se desfonda descubriendo toda la treta, con nuevo saldo de palos y golpes a Lázaro, quien sin embargo logra pasar el castigo al escudero; conoce a unos gitanos y se vuelve a tropezar con la repolluda y el pisaverde en una venta a las afueras de Valladolid, donde el Santo Oficio arremete contra los hermanos que quieren vengar a la dama. Entre los gitanos figuran el clérigo y la chica que fueron mojados cuando se escapó del tonel. Un viejo gitano afirma que en España

Todos eran clérigos, frailes, monjas o ladrones, pero que entre todos los mayores bellacos eran los que habían salido de los monasterios mudando la vida especulativa en activa.

Durante su estancia en Valladolid sirve simultáneamente a siete mujeres, una de ellas beata hipócrita y aficionada al trato erótico con frailes. A poco, tras una orgía acaecida entre doce varones y seis mujeres, decide hacerse ermitaño y convive con uno que a la postre resulta tener una despensa repleta y está amancebado con otra mujer, y no sólo eso, sino que la suegra del eremita había conocido a la dicha buscona y a sus dos hermanas a raíz de sus relaciones "con un monje, un abad y un cura, porque siempre he sido devota de la iglesia". La vieja refiere a Lázaro cómo ella misma inició en el oficio a sus hijas con eclesiásticos "por ser gente secreta, casera, rica y paciente". Tras esto es burlado y secuestrado por unas mujeres que le atan desnudo a una cama mientras le vejan y maltratan, curiosa escena cómica y sadomasoquista que la crítica no suele mencionar; le echan a la calle en cueros y ensabanado y es perseguido por la chiquillería, escondiéndose en una iglesia, donde es confundido con un fantasma y espanta a toda la concurrencia. Con este apogeo de la humillación concluye la obra. ¿Didáctica moralidad en este escrito?.

La industria de los hombres es vana, su saber ignorancia y su poder flaqueza cuando Dios no fortalece, enseña y guía
Capítulo VI

El protestantismo del autor se manifiesta en su anticlericalismo, constante y sin ambages, durante todas las páginas de la obra, donde también se pinta una España inmoral e hipócrita, sumida en todo tipo de depravaciones sexuales, acaso como contraste al puritano rigor de los protestantes. El Lazarillo de Luna fue dedicado a la princesa Marqueta de Rohan y se divide en 16 capítulos:
- Capítulo I. Donde Lázaro cuenta la partida de Toledo para ir a la guerra de Argel.
- Capítulo II. Cómo Lázaro se embarcó en Cartagena.
- Capítulo III. Cómo Lázaro salió de la mar.
- Capítulo IV. Cómo llevaron a Lázaro por España.
- Capítulo V. Cómo llevaron a Lázaro a la corte.
- Capítulo VI. Cómo llevaron a Lázaro a Toledo.
- Capítulo VII. De lo que le sucedió a Lázaro en el camino del río Tajo.
- Capítulo VIII. Cómo Lázaro pleiteó contra su mujer.
- Capítulo IX. Cómo Lázaro se hizo gana-pan.
- Capítulo X. De lo que sucedió a Lázaro con una vieja alcahueta.
- Capítulo XI. Cómo Lázaro se partió para su tierra, y de lo que en el camino le sucedió.
- Capítulo XII. De lo que le sucedió a Lázaro en una venta, una legua antes de Valladolid.
- Capítulo XIII. Cómo Lázaro sirvió de escudero a siete mujeres juntas.
- Capítulo XIV. Donde Lázaro cuenta lo que le pasó en un convite.
- Capítulo XV. Cómo Lázaro se hizo ermitaño.
- Capítulo XVI. Cómo Lázaro se quiso casar otra vez.

### Otros Lazarillos
En 1617 Juan Cortés de Tolosa publicó su Lazarillo de Manzanares, que se parece más al Buscón de Quevedo que a la obra de que toma nombre. El libro es de lectura poco ágil a causa del gran número de anécdotas intercaladas. En 1688 apareció en Londres un The life and death of young Lazarillo, anónimo. En 1742 se imprimió en Barcelona un Lazarillo de Badalona escrito en verso con la intención de servir de guía de la ciudad que le da nombre. Calixto Bustamante Carlos, "Concolorcorvo", por otra parte, hizo circular en 1773 El lazarillo de ciegos caminantes que describe los itinerarios de Buenos Aires a Lima reflejando usos, costumbres, vida social y trabajos de las ciudades y zonas que recorre. El Lazarillo del Duero de Joaquín del Barco está escrito en verso y aparece en 1898 para enaltecer la historia de Zamora con intención pedagógica. El Lazarillo español de Ciro Bayo (1911) y las Nuevas andanzas y desventuras de Lazarillo de Tormes de Camilo José Cela cierran el capítulo de continuaciones modernas de la obra.

## En el cine y la TV
La obra ha sido llevada a las pantallas en varias ocasiones, de entre las que destacan la película de 1959 de César Fernández Ardavín, ganadora de un Oso de Oro en el Festival de Berlín; la película de 2001 dirigida por Fernando Fernán Gómez y José Luis García Sánchez, basada en el monólogo teatral interpretado por Rafael Álvarez, El Brujo; la película de dibujos animados de Juan Bautista Berasategi de 2013; y la miniserie animada de Pedro Alonso Pablos de 2015.

### Sobre elLazarillo
- Portal consagrado al Lazarillo de Tormes
- El Lazarillo de Tormes en la Historia de la literatura española Archivado el 1 de junio de 2020 en Wayback Machine.
- Gazetilla de la U.B.Ex Acerca de la edición de Medina del Campo, encontrada en Barcarrota Archivado el 29 de diciembre de 2005 en Wayback Machine..
- «Alfonso de Valdés, autor del Lazarillo de Tormes». Página sobre la hipótesis de Rosa Navarro Durán sobre la autoría de Alfonso de Valdés].
- Valentín Pérez Vénzalá, «El Lazarillo sigue siendo anónimo. En respuesta a su atribución a Alfonso de Valdés» publicado en Espéculo. Revista de estudios literarios, n.º 27, julio-octubre de 2004. Universidad Complutense de Madrid. Edición digital 14 de julio de 2004. [Consultado el 6-3-2010].
- P. Unamuno, 'Lazarillo de Tormes': escándalo, transgresión y autoría ¿definitiva?, El Mundo, 14/05/2016. Reseña la edición de Rosa Navarro Durán (Alianza), "que por primera vez luce en la portada la mención a Valdés en lugar del consabido «Anónimo»... refuta incluso la datación habitual de la obra y la sitúa hacia finales de la década de 1520... aventura que Valdés quiso encriptar su nombre en el título de la obra para deleite de ojos sagaces. Su firma la formarían las tres primeras letras, leídas en sentido inverso -al modo de un texto hebreo-, unidas a las tres últimas..." Véase también la entrevista a Rosa Navarro en El Cultural, 15/05/2003.

### Ediciones
- La vida de Lazarillo de Tormes y de sus fortunas y adversidades Alicante, Biblioteca Virtual Miguel de Cervantes, 2004, edición digital en formato html basada en las de Burgos, Juan de Junta, 1554; Alcalá de Henares, Salzedo, 1554; Amberes, Martín Nucio, 1554 y Medina del Campo, Mateo y Francisco del Canto, 1554; y cotejada con las eds. críticas de Alberto Blecua (Madrid, Castalia, 1972), José M. Caso González (Madrid, BRAE 1967, Anejo XVII) y Francisco Rico (Madrid, Cátedra, 1987).
- Edición digital divulgativa, adaptada a su lectura en línea y con notas aclaratorias.
- La Vida de Lazarillo de Tormes, y de sus fortunas y aduersidades [segunda]. 1554. En Anvers : En casa de Martin Nucio. 2 t. en 1 v. (48 h. ; 67 [i.e. 69] h., [1] en bl.); 12º. Edición facsímil en la Biblioteca Digital Hispánica.

- Datos: Q770895
- Multimedia: Lazarillo de Tormes / Q770895
- Citas célebres: Lazarillo de Tormes
- Textos: La vida de Lazarillo de Tormes